# Mortefontaine (Oise)
Mortefontaine és un municipi francès, situat al departament de l'Oise i a la regió dels Alts de França. L'any 2007 tenia 865 habitants.

## Demografia

### Població
El 2007 la població de fet de Mortefontaine era de 865 persones. Hi havia 332 famílies de les quals 74 eren unipersonals (31 homes vivint sols i 43 dones vivint soles), 94 parelles sense fills, 141 parelles amb fills i 23 famílies monoparentals amb fills.
La població ha evolucionat segons el següent gràfic:
Habitants censats

### Habitatges
El 2007 hi havia 372 habitatges, 333 eren l'habitatge principal de la família, 15 eren segones residències i 24 estaven desocupats. 270 eren cases i 101 eren apartaments. Dels 333 habitatges principals, 205 estaven ocupats pels seus propietaris, 111 estaven llogats i ocupats pels llogaters i 17 estaven cedits a títol gratuït; 9 tenien una cambra, 33 en tenien dues, 61 en tenien tres, 63 en tenien quatre i 166 en tenien cinc o més. 278 habitatges disposaven pel capbaix d'una plaça de pàrquing. A 118 habitatges hi havia un automòbil i a 202 n'hi havia dos o més.

### Piràmide de població
La piràmide de població per edats i sexe el 2009 era:
| Homes | Edats   | Dones |
| ----- | ------- | ----- |
| 0     | 95 o +  | 0     |
| 0     | 90 a 94 | 4     |
| 0     | 85 a 89 | 8     |
| 4     | 80 a 84 | 4     |
| 16    | 75 a 79 | 12    |
| 4     | 70 a 74 | 16    |
| 0     | 65 a 69 | 4     |
| 24    | 60 a 64 | 12    |
| 8     | 55 a 59 | 12    |
| 44    | 50 a 54 | 32    |
| 36    | 45 a 49 | 32    |
| 24    | 40 a 44 | 32    |
| 32    | 35 a 39 | 48    |
| 12    | 30 a 34 | 8     |
| 28    | 25 a 29 | 20    |
| 16    | 20 a 24 | 20    |
| 28    | 15 a 19 | 24    |
| 36    | 10 a 14 | 44    |
| 16    | 5 a 9   | 24    |
| 16    | 0 a 4   | 12    |

## Economia
El 2007 la població en edat de treballar era de 608 persones, 500 eren actives i 108 eren inactives. De les 500 persones actives 476 estaven ocupades (249 homes i 227 dones) i 24 estaven aturades (12 homes i 12 dones). De les 108 persones inactives 26 estaven jubilades, 50 estaven estudiant i 32 estaven classificades com a «altres inactius».

### Ingressos
El 2009 a Mortefontaine hi havia 320 unitats fiscals que integraven 869 persones, la mediana anual d'ingressos fiscals per persona era de 26.730 €.

### Activitats econòmiques
Dels 32 establiments que hi havia el 2007, 1 era d'una empresa de fabricació d'elements pel transport, 5 d'empreses de construcció, 8 d'empreses de comerç i reparació d'automòbils, 3 d'empreses de transport, 2 d'empreses d'hostatgeria i restauració, 6 d'empreses immobiliàries, 5 d'empreses de serveis, 1 d'una entitat de l'administració pública i 1 d'una empresa classificada com a «altres activitats de serveis».
Dels 5 establiments de servei als particulars que hi havia el 2009, 1 era una oficina de correu, 1 taller de reparació d'automòbils i de material agrícola, 1 guixaire pintor i 2 lampisteries.
L'únic establiment comercial que hi havia el 2009 era una perfumeria.

## Equipaments sanitaris i escolars
El 2009 hi havia 2 escoles elementals. A Mortefontaine hi havia 1 col·legi d'educació secundària i 1 liceu d'ensenyament general. Als col·legis d'educació secundària hi havia 730 alumnes i als liceus d'ensenyament general 252.

## Poblacions més properes
El següent diagrama mostra les poblacions més properes.